# Chasm
«Chasm» —en español: «Abismo»— es el cuarto sencillo de Flyleaf de su segundo álbum, Memento Mori. Logró la primera ubicación en el Christian Rock Songs.

## Lanzamiento
Solo se ha lanzado como un sencillo promocional, no oficial y una edición especial del sencillo en vinilo.

## Contenido
La letra cuenta la Parábola del rico y Lázaro.

## Video musical
El video musical fue dirigido, ilustrado y animado por Giles Timms. En él cuenta la batalla entre Passerby Army y la Dread Army, el video es totalmente animado, apareciendo los miembros de la banda como dibujos animados.

## Listas
| Lista (2010)                            | Mejor posición |
| --------------------------------------- | -------------- |
| Estados Unidos (Active Rock)            | 21             |
| Estados Unidos (Christian Rock Songs)   | 1              |
| Estados Unidos (Mainstream Rock Tracks) | 26             |